# Vilko Pfeifer
Vilko Pfeifer, prvi vladni komisar za Maribor. 

## Vladni komisar
Vilko Pfeifer je bil prvi vladni komisar za Maribor. Oblast v je prevzel v Rotovžu 2. januarja 1919.  
Ob stran mu je bil postavljen sosvet devetih članov, v katerem je bilo šest Slovencev (dr. Franjo Rosina, dr. Josip Leskovar, dr. Anton Jerovšek, Franc Kitak, Franjo Močnik in Ferdo Leskovar) in trije Nemci, bivši občinski svetovalci (Karl Nasko, Julij Pfrimer in Hubert Misera).   
Dolžnost vladnega komisarja je opravljal do leta 1920.
V mestu je začela delovati tekstilna industrija s tkalnico in apreturo Schonsky in Loebl (1920/21), kasnejšo mariborsko tekstilno tovarno, postavljeno v Melju (današnje Oreško nabrežje).